# Національна алея

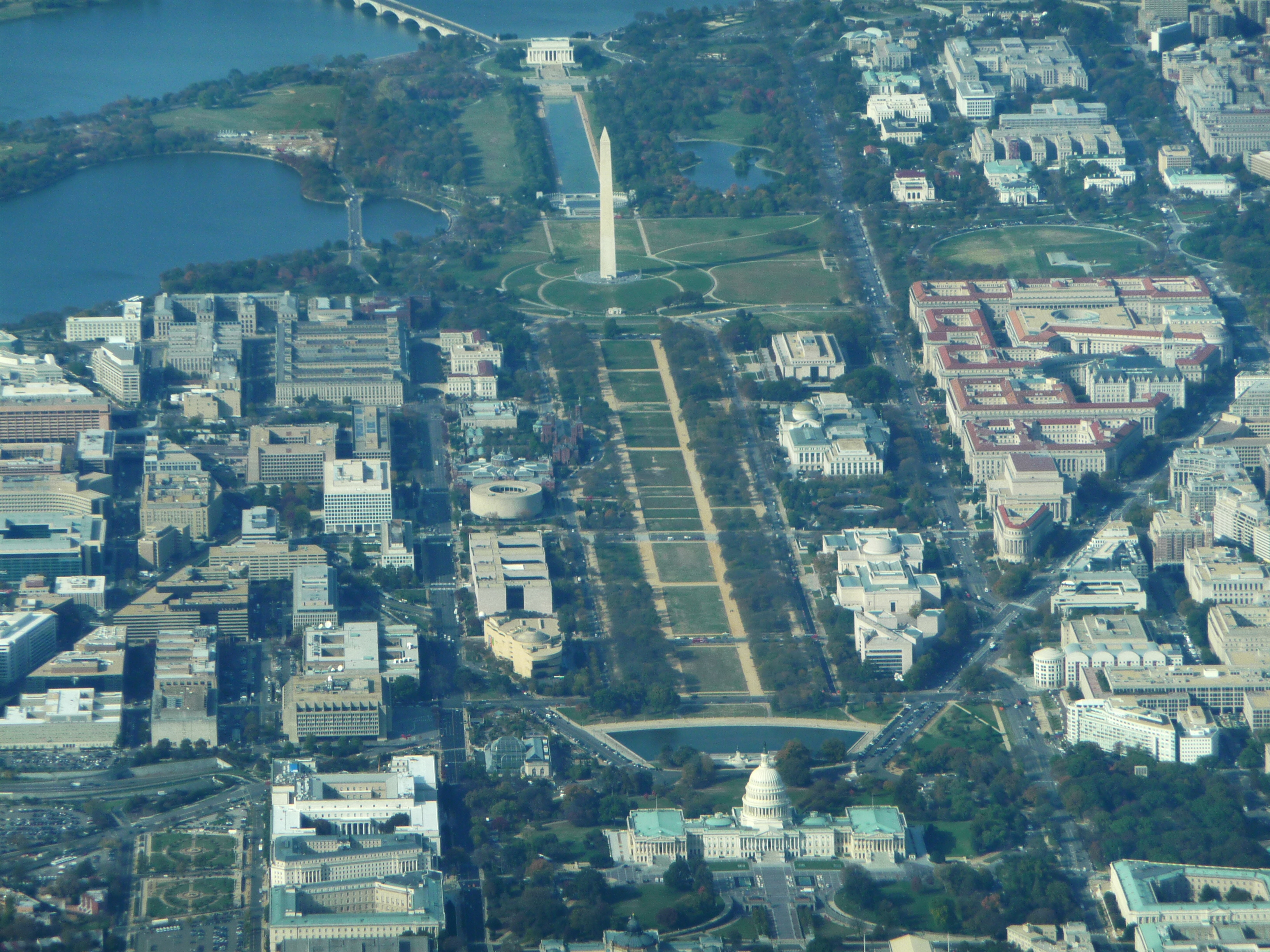
Вигляд Національної алеї з літака, 2010 р

Національна алея (англ. National Mall — Нешнл Мол) — парковий, музейний та меморіальний комплекс просто неба у центрі столиці США м. Вашингтон. Національна алея є частиною Національної служби парків США. Під назвою «Національна алея» зазвичай розуміють відкритий простір між меморіалом Лінкольна і Капітолієм разом із монументом Вашингтона в центрі й Білим домом і меморіалом Джефферсона по боках. Інколи до складу Національної алеї також приписують площі, які офіційно входять до західного парку річки Потомак і конституційних садів.  Національну алею щороку відвідують в середньому 24 млн людей.

## Історія алеї

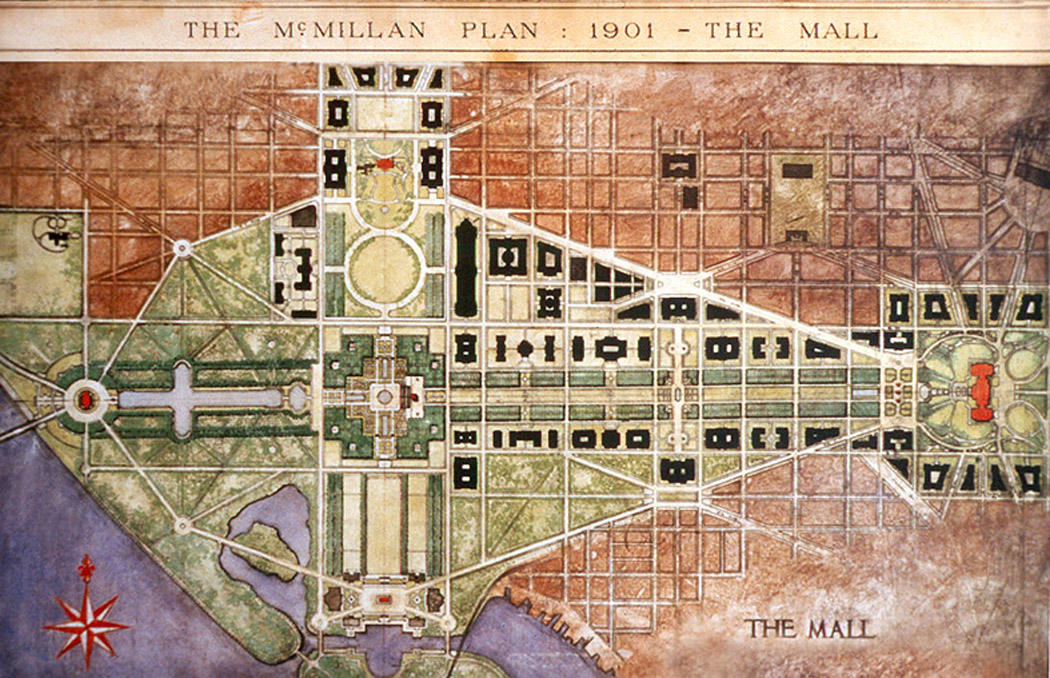
Національна алея була центральним елементом плану забудови Макміллана у 1901 р.

У своєму плані від 1791 р. забудови майбутнього міста Вашингтон архітектор П’єр Ленфан передбачив оточену садами Гранд-Авеню в 1 милю завдовжки і 400 футів завширшки поміж будинком Капітолія і статуєю Джорджу Вашингтону прямо на південь від Білого дому. Врешті-решт Національна алея була споруджена в спроектованих межах, але замість Гранд-Авеню, яка так ніколи і не з’явилася. Карта 1802 р. від Метью Перрі вперше містить слово «алея» для цього простору."
У 1850-х роках архітектор Ендрю Джексон Даунінг створив свій ландшафтний план для алеї. Протягом наступних 50-ти років відповідно до його плану федеральні установи розбили на цих площах кілька природних парків. На додачу до них в районі Шостої Стріт алею перетинала гілка залізниці, з’явився великий базар і залізнична станція, а також сади і теплиці.
У 1901 р. під впливом громадського руху «За красиве місто» на світ з’явився План Макміллана, який розвинув оригінальну ідею Ленфана і радикально перетворив вигляд алеї, прибравши сади, теплиці, дерева, комерційні й промислові будівлі  План Макміллана відрізнявся від плану Ленфана тим, що алея стала представляти собою трав’яну галявину завширшки 300 футів на якій висаджені 4 ряди в’язів. Будівлі культурних закладів у вишуканому стилі мали б розташовуватися по боках алеї позаду в’язів. 
У 1918 р. військові будівельники звели будинки Головного штабу флоту і боєприпасів на південному боці Конституційної Авеню, нині Бі-Стріт. Ці споруди слугували штабом США під час Першої світової війни й збереглися аж до 1970 р. Більшість будівель згодом стали конституційними садами у 1976 р.
15 жовтня 1966 р. Національна алея вперше була внесена до Національного реєстру історичних місць США. У 1981 р. було офіційно задокументовано історичне значення алеї, а пізніше у 2003 р. 108-й склад Конгресу США ухвалив «Акт про класифікацію і вигляд пам’яток», яким застережено подальше розміщення будь-яких споруд в межах Національної алеї.

## Призначення алеї
Національна служба парків США постановила, що Національна алея призначена, щоб:
- Забезпечити монументальне, гідне і символічне місцерозташування урядових структур, музеїв та національних меморіалів, як передбачено планами Ленфана і Макміллана.
- Підтримувати і забезпечувати використання алеї в історичному ландшафті, як місця громадського відпочинку, наповненого вишуканими творами мистецтва і вражаючими символами нації.
- Підтримувати в належному стані пам’ятки (меморіали, пам'ятники, статуї, ділянки, сади) на честь президентської спадщини, вшановуючи громадських діячів, ідеї, події та військові й цивільні пожертвування і внески.
- Завжди утримувати частину алеї «Західний парк Потомак», як публічний парк відпочинку.
- Забезпечити існування алеї в серці столиці нації, як місце для національних заходів і особливе місце для громадських зібрань, тому що так знаходить своє вираження конституційне право на свободу слова і мирних зібрань.
- Утримувати алею вільною від комерційної реклами із одночасною можливістю віддавати шану благодійникам.

## Музеї і пам’ятки

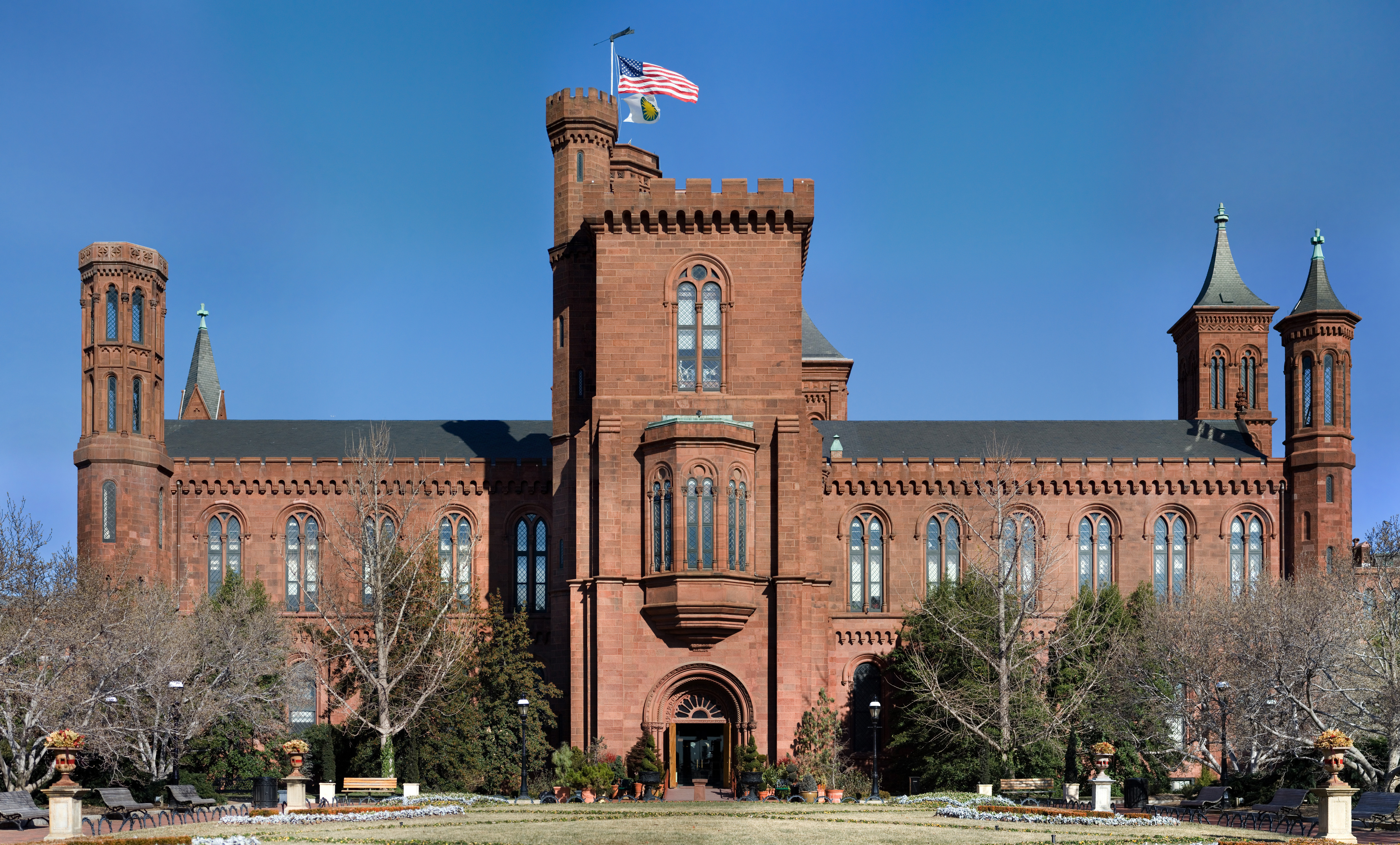
Будівля Смітсонівського інституту (Фортеця)

На Національній алеї розташовані такі пам’ятки та музеї:
| 1. Національний музей американської історії 2. Національний музей природничої історії 3. Національна галерея мистецтв — Сад скульптур 4. Національна галерея мистецтв — Західна будівля 5. Національна галерея мистецтв — Східна будівля 6. Меморіал Гранта 7. Національний музей американських індіанців 8. Центр Ріплі |  | 9. Національний музей авіації і космонавтики 10. Музей Гіршгорна і сад скульптур 11. Будинок мистецтв і промисловості 12. Будівля Смітсонівського інституту (Фортеця) 13. Галерея Фріра 14. Галерея Саклера 15. Національний музей африканського мистецтва |

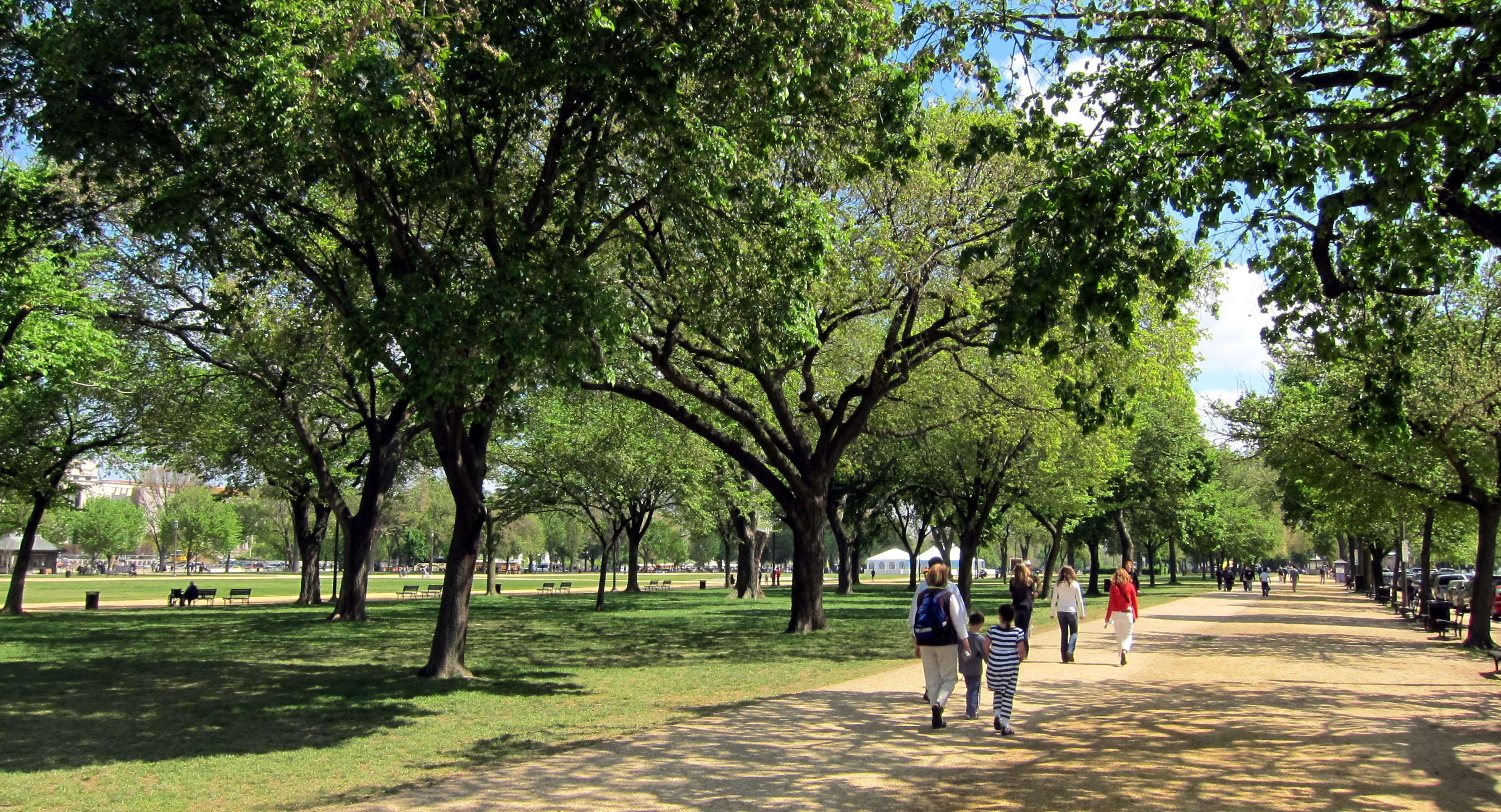
Вид Національної алеї з тополями

За винятком Національної галереї мистецтв всі музеї в межах Національної алеї відносяться до Смітсонівського інституту. Цей інститут також утримує на балансі кілька садів біля своїх музеїв. Цими садами є:
| Сад Мері Лівінгстон Ріплі Сад Енід Гаупт Сад троянд Кетрін Дулін Фолжер Сад метеликів Габітат |  | Сад Вікторії при Національному музеї американської історії Сад Гейрлум при Національному музеї американської історії Сад при Національному музеї американських індіанців |

Щороку влітку на день незалежності США на Національній алеї проводиться Смітсонівський фольклорний фестиваль просто неба, який триває тиждень до свята і тиждень після.